# Нецеч (Люблінське воєводство)
Нецеч (пол. Nieciecz) — село в Польщі, у гміні Пулави Пулавського повіту Люблінського воєводства.
Населення — 81 особа (2011).
У 1975-1998 роках село належало до Люблінського воєводства.

## Демографія
Демографічна структура станом на 31 березня 2011 року:
|          | Загалом | Допрацездатний вік | Працездатний вік | Постпрацездатний вік |
| -------- | ------- | ------------------ | ---------------- | -------------------- |
| Чоловіки | 46      | 11                 | 28               | 7                    |
| Жінки    | 35      | 4                  | 21               | 10                   |
| Разом    | 81      | 15                 | 49               | 17                   |